# Galder (Brabant-Septentrional)
Pour les articles homonymes, voir Galder.

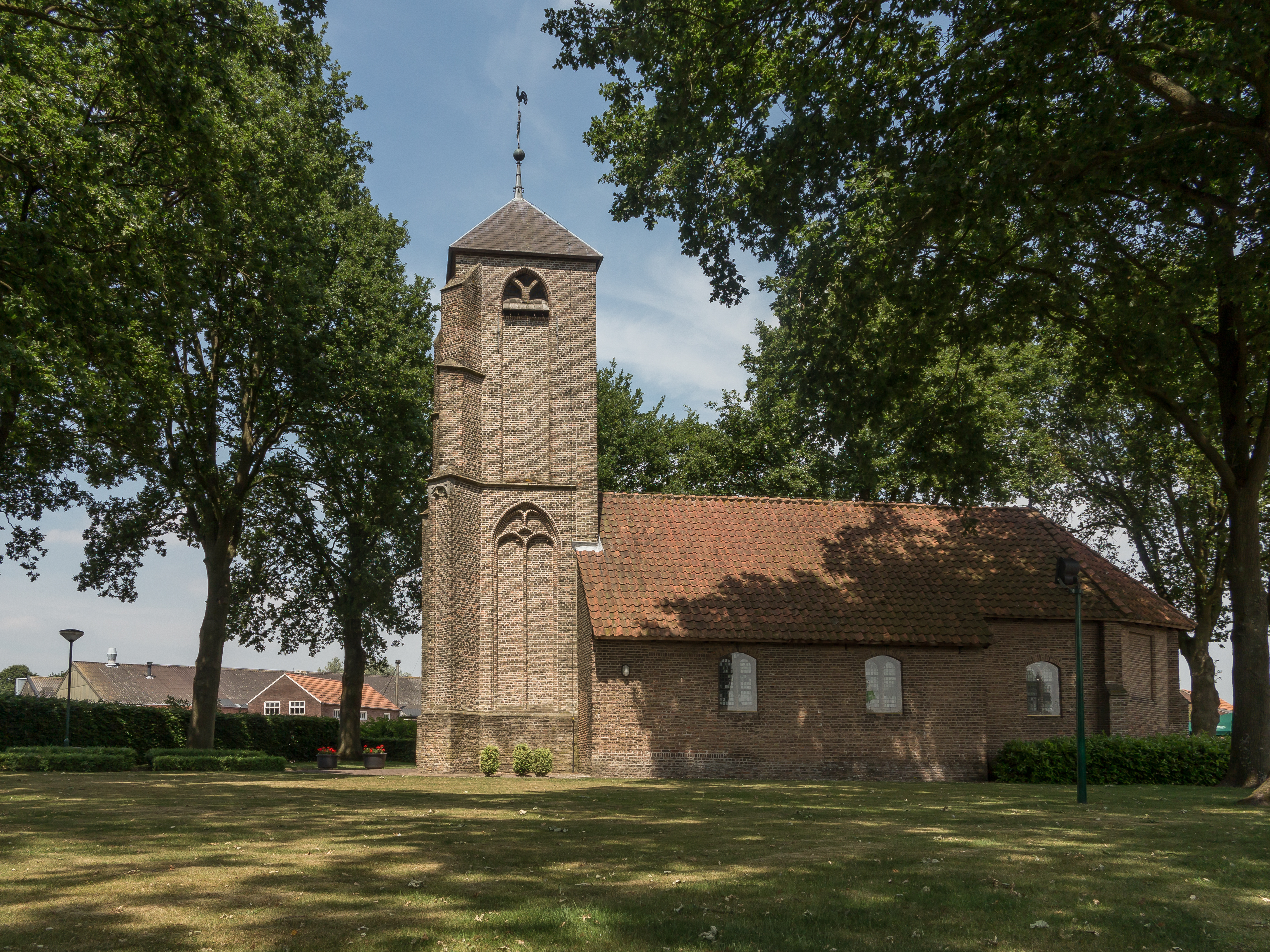
Galder, chapelle : de Sint Jacobskapel

Galder est un village situé dans la commune néerlandaise d'Alphen-Chaam, dans la province du Brabant-Septentrional. Le 30 novembre 2015, le village comptait 960 habitants.